# Лесото Скай
Лесото Скай (англ. Lesotho Sky) — шоссейная многодневная велогонка по маунтинбайку, проходившая по территории Лесото с 2011 по 2019 год.

## История

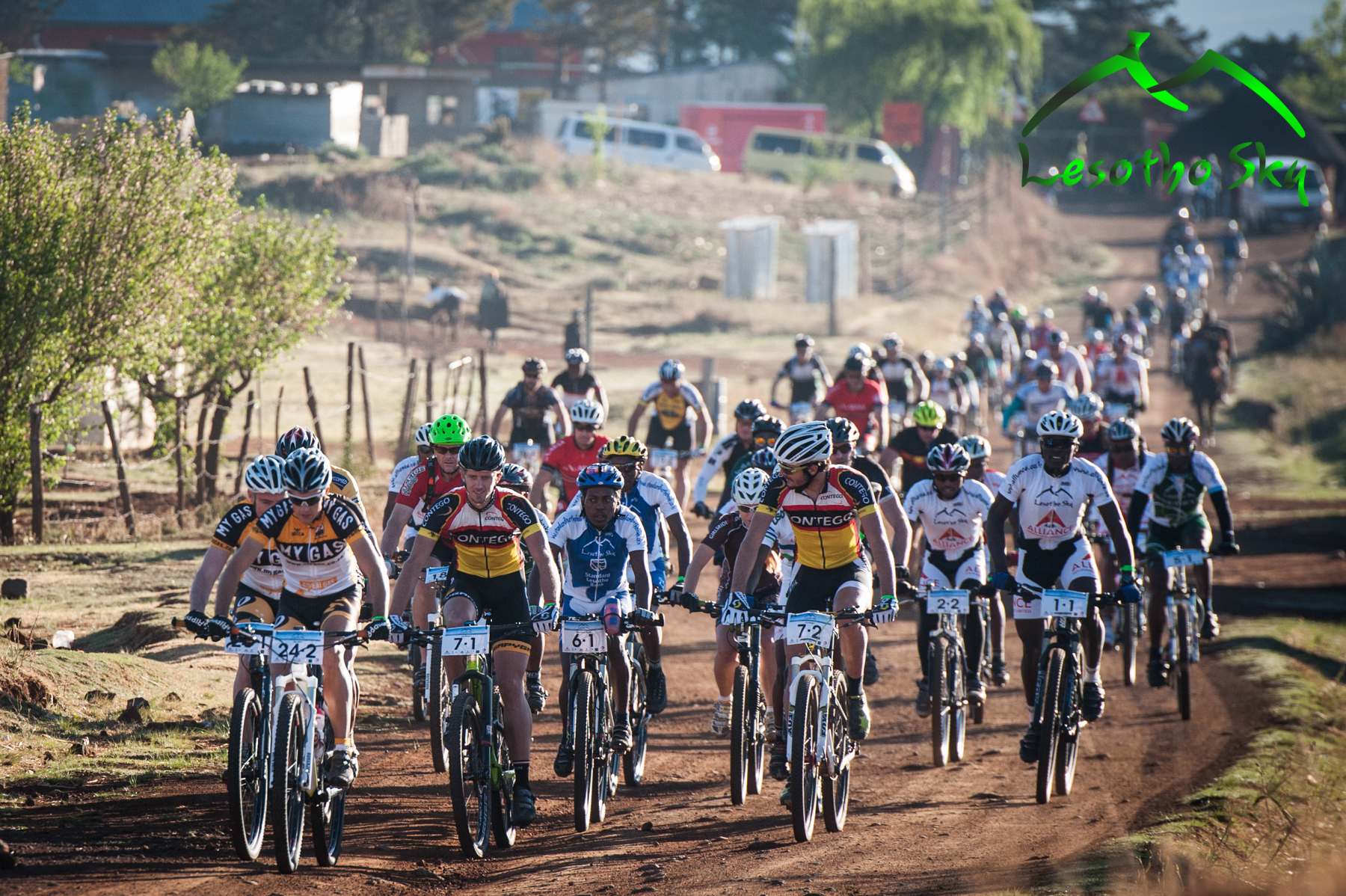
Старт 5-го этапа в 2014 году

Гонка была создана в 2011 году. Изначально основной категорией была Open. С 2013 года была добавлена категория Elite, ставшая основной. А сама гонка стала международной и вошла в календарь UCI.
В 2020 году гонка не проводилась, а с 2021 стала представлять собой фактически тур на горных велосипедах с гидом и без официального времени.
В основной категории соревновались команды состоящие из двух гонщиков которые на протяжении всей дистанции должны были находиться в пределах двух минут между собой. Результат брался по второму гонщику каждой команды.
Маршрут гонки состоял из шести этапов. Проводилась в сентябре.

## Призёры
| Год  | Победитель                     | Второй                            | Третий                            |
| ---- | ------------------------------ | --------------------------------- | --------------------------------- |
| 2011 | Ким Филлипс Марк Адам          | Тумисанг Таабе Катлехо Лифало     | Ник Ламонд Сивуйиле Кепелеле      |
| 2012 | Тим Эллербек Карел Безюденхаут | Уоррен Прайс Марк Адам            | Фетесто Монесе Джонасе Машере     |
| 2013 | Маттис Бьюкес Филипп Бёйс      | Кевин ван Ховелс Луи-Бресль Книпе | Даниэль Гатхоф Йохен Вайзензель   |
| 2014 | Луи-Бресль Книпе Герт Хейнс    | Тебохо Ханци Фетесто Монесе       | Джонасе Машере Тусо Макатисе      |
| 2015 | Маттис Бьюкес Филипп Бёйс      | Джеймс Рид Йенс Шуерманс          | Гай Нив Шломи Хайми               |
| 2016 | Даниэль Гатхоф Рене Гроустра   | Фетесто Монесе Стюарт Марэ        | Тебохо Ханци Пасека Махебесела    |
| 2017 | Маттиас Флюкигер Ральф Неф     | Фетесто Монесе Стюарт Марэ        | Катлехо Манаси Малефетсане Лесофе |
| 2018 | Эндрю Хилл Райнхард Зеллхубер  | Базиль Аллард Реми Бурдон         | Фетесто Монесе Тумело Макаэ       |
| 2019 | Фетесто Монесе Питер Корки     | Эрик Рамоханоэ Катлехо Манаси     | Личаба Вест Малефетсане Лесофе    |